# Хэнк Пим
Доктор Генри Джонатан Пим (англ. Dr. Henry Jonathan Pym), он же Хэнк Пим (англ. Hank Pym) — персонаж комиксов компании Marvel Comics. Создан редактором Стэном Ли, сценаристом Ларри Либером и художником Джеком Кёрби. Впервые персонаж появился в 27-м выпуске комикса Tales to Astonish в январе 1962 года.
Хэнк дебютировал в отдельной научно-фантастической серии комиксов, а позже вернулся в качестве супергероя Человека-муравья (англ. Ant-Man) со способностью уменьшаться до размеров насекомых. Пим начинает борьбу с преступностью вместе со своей подругой Джанет ван Дайн, которая известна под псевдонимом Оса, вместе с которой является одним из членов-основателей команды супергероев Мстители. В разное время выступал под именами Великан (англ. Giant-Man), Голиаф (англ. Goliath), Жёлтый шершень (англ. Yellowjacket) и Оса (англ. Wasp). Также известен как создатель робота Альтрона, ставшего суперзлодеем.
Майкл Дуглас исполнил роль Пима в фильмах кинематографической вселенной Marvel «Человек-муравей» (2015), «Человек-муравей и Оса» (2018), «Мстители: Финал» (2019) и «Человек-муравей и Оса: Квантомания» (2023), а также озвучил альтернативную версию персонажа в мультсериале Что, если…?

## История публикаций

Первое появление Хэнка Пима на обложке Tales to Astonish № 27

Хэнк Пим дебютировал в семи выпусках под названием «Человек в муравейнике» в фантастической антологии Tales to Astonish № 27 (январь 1962). Творческий коллектив состоял из редактора Стэна Ли, сценариста Ларри Либера, художника Джека Кёрби и контуровщика Дика Айерса. Ли в 2008 году сказал:

 «Я сделал один комикс под названием „Человек в муравейнике“ о парне, который сократился в размерах, и муравьи и пчёлы преследовали его, выпуск продавался так хорошо, что я подумал, что сделать его супергероем может быть весело».Оригинальный текст (англ.)«I did one comic book called 'The Man in the Ant Hill' about a guy who shrunk down and there were ants or bees chasing him. That sold so well that I thought making him into a superhero might be fun.»

В результате Пим был позже возрождён как «Человек-муравей», костюмированный супергерой, который сыграл главную роль в трёх главах: «Возвращение Человека-муравья», «Армия муравьёв» и «Месть Человека-муравья» выпусках Tales of Astonish № 35 (сентябрь 1962). Приключения персонажа продолжились в этой серии. В Tales of Astonish № 44 (июнь 1963) дебютировала его подруга и лаборантка Джанет Ван Дайн. Ван Дайн приняла личность супергероини Осы и появлялась вместе с Пимом в последующих выпусках Tales of Astonish. В сентябре 1963 года Ли и Кёрби создали комикс о команде супергероев, получившей название Мстители, в первом выпуске которого Человек-муравей и Оса появились как члены-основатели команды.
Десятилетием спустя Ли предположил, почему Человек-муравей не стал одним из самых продаваемых комиксов, говоря:

«Я любил Человека-муравья, но истории с ним никогда не были по-настоящему успешными. Для того, чтобы Человек-муравей стал успешным, он должен был изображаться маленьким рядом с большими вещами, и тогда получались бы действительно интересные рисунки. Художники, которые рисовали его, хотя я постоянно напоминал им, забывали этот факт. Рисуя его стоящим на столешнице, они изображали парня героического вида. Я говорил, „Нарисуйте рядом с ним спичечный коробок, чтобы была видна разница в размерах“. Но они продолжали забывать. Поэтому когда вы смотрели на него, вы думали, что смотрите на обычного парня, носящего геройский костюм как все остальные. И он не привлекал внимания.»Оригинальный текст (англ.)«I loved Ant-Man, but the stories were never really successful. In order for Ant-Man to be successful, he had to be drawn this small next to big things and you would be getting pictures that were visually interesting. The artists who drew him, no matter how much I kept reminding them, they kept forgetting that fact. They would draw him standing on a tabletop and they would draw a heroic-looking guy. I would say, 'Draw a matchbook cover next to him, so we see the difference in size.' But they kept forgetting. So when you would look at the panels, you thought you were looking at a normal guy wearing an underwear costume like all of them. It didn't have the interest.»

Пим начал менять то, что было бы постоянным, личности супергероя. В Tales of Astonish № 49 (ноябрь 1963) он становится Великаном ростом в двенадцать футов. Пим и Ван Дайн продолжали появляться вместе до выпуска № 69 (июль 1965), в то же время появлялись в Avengers до выпуска № 15 (апрель 1965), после чего пара временно покинула команду.
Пим вернулся к Мстителям и принял новую личность Голиафа в Avengers № 28 (май 1966). Постепенно, в связи с психическим расстройством, он принял четвёртую личность супергероя, назвавшись Жёлтым шершнем, в выпуске № 59 (декабрь 1968). Пим вновь появился как Человек-муравей в Avengers № 93 (ноябрь 1971 года) и с выпуска № 4 по № 10 в главной истории первого тома Marvel Feature (июль 1972 — июль 1973).
Временно отказавшись от костюмированной личности, Пим присоединился к Мстителям Западного Побережья как учёный и изобретатель в West Coast Avengers том 2, № 21 (июнь 1987). Персонаж вернулся к Мстителям как супергерой Великан в Avengers том 3, № 1 (февраль 1998). Когда команда распалась после серии трагедий, Пим, снова используя личность Жёлтого шершня, взял отпуск, начиная с тома 3, № 85 (сентябрь 2004).
После смерти Осы, с которой он к тому времени успел жениться и развестись, Пим, скорбя, взял ещё одну личность супергероя, назвавшись Осой в дань памяти погибшей Джанет. В этом образе он появляется в одиночном выпуске Secret Invasion: Requiem (январь 2009). Великан появился в качестве вспомогательного персонажа в Avengers Academy от выпуска № 1 (август 2010) до последнего выпуска № 39 (январь 2013). Пим возвращается как Оса в мини-серии Ant-man and Wasp (январь 2011), где действовал в паре с четвёртым Человеком-муравьём Эриком О’Греди.
Генри Пим появился как регулярный персонаж в серии Secret Avengers (2010—2013) с выпуска № 22 (апрель 2012 года) до последнего выпуска № 37 (март 2013).

## Биография

Хэнк Пим в образе Человека-муравья на обложке Tales to Astonish № 35

Биохимик Генри Пим открывает необычную группу субатомных частиц, которые он называет «частицы Пима». Погружая их в две отдельные сыворотки с помощью магнитных полей он создаёт формулу, изменяющую размер и формулу возвращения в обычное состояние и тестирует первую на себе. В результате Пим уменьшается до размеров насекомого. Тогда он вступает в опасный поединок в соседнем муравейнике, где за ним гонятся муравьи. Спасаясь Пим использует возвращающую формулу, чтобы восстановить себя к нормальному размеру. Решив, что сыворотки слишком опасны, он уничтожает обе. Но вскоре после этого он пересматривает своё решение и повторно создаёт эти сыворотки, существование которых он тогда держит в секрете. Опыт Пима в муравейнике внушает ему учиться у муравьёв, и он строит кибернетический шлем, который позволяет ему общаться с муравьями и контролировать их. Пим создаёт костюм, переосмысливает себя как супергерой по имени Человек-муравей и побеждает несколько агентов КГБ, пытающихся украсть формулу для противорадиационного газа.

Хэнк Пим в образе Великана на обложке Tales to Astonish № 56

Первое появление Хэнка Пима в образе Жёлтого шершня на обложке The Avengers № 59

После нескольких приключений Пим встречается с доктором Верноном Ван Дайном, который просит о помощи в контакте с инопланетной жизнью. Пим отказывается, но притягивается к дочери Вернона, Джанет. Вернона Ван Дайна впоследствии убивает инопланетный преступник, который телепортируется на Землю, и Джанет просит Пима помочь отомстить за его смерть. Пим раскрывает свою секретную личность Джанет и использует частицы Пима чтобы привить ей под плечи осиные крылья, которые появляются, когда она уменьшается в размерах. Джанет принимает псевдоним Оса, и вместе они находят и побеждают убийцу её отца. Вместе с Железным человеком, Тором и Халком пара становится членами-основателями команды супергероев, названной Мстителями, и противостоят Локи. Пим из чувства неполноценности по сравнению с товарищами по команде Железным человеком и Тором впервые меняет личность, становясь Великаном, способным увеличиваться до двенадцати футов и вместе с Осой продолжают супергеройскую деятельность, сражаясь с такими злодеями, как Живой ластик, Вихрь и Дикобраз. У них также развиваются романтические отношения. После финальной схватки с Мастерами зла пара временно покидает команду.

Первое появление Хэнка Пима в образе Голиафа на обложке The Avengers № 28

Пим возвращается к Мстителям, приняв новую личность Голиафа. Пим также создаёт робота под названием Альтрон, заложив в его систему своё сознание, впоследствии Альтрон становится одним из величайших врагов Мстителей. Во время неудачного эксперимента Пим вдыхает химические вещества, которые вызывают шизофрению, и страдая от кризиса личности, появляется в Особняке Мстителей в новом образе, назвавшись Жёлтым шершнем и утверждая, что уничтожил Пима. Только Оса понимает, что это Пим, и использует его предложение вступить в брак. Пим в конечном итоге оправился от химических веществ во время битвы с Преступным цирком на их свадьбе.
После нескольких приключений с Мстителями, в том числе встречи с Альтроном Хэнк и Джанет вновь берут отпуск. Герои сталкиваются с Пимом в начале войны Крии и Скруллов, обнаружив, что он был превращён в пещерного человека инопланетной расой Крии. Пим приходит в нормальное состояние и возвращается к ремонту андроида Вижена. В течение некоторого времени Пим возвращается к личности Человека-муравья и имеет ряд сольных приключений.
После помощи товарищам из команды супергероев, названной Защитниками, Пим возвращает к Мстителям, вновь взяв личность Жёлтого шершня. В конечном счёте он оказывается захвачен обновлённым Альтроном, который промывает мозги своему создателю, в результате чего Пим начинает регрессировать назад к своей первоначальной личности. В костюме Человека-муравья Пим пребывает в Особняке Мстителей, думая, что это будет первая встреча команды. Видя несколько незнакомых героев Пим нападает на команду, пока не был остановлен Осой. Другие Мстители находят Альтрона и заставляют его отступить, угрожая уничтожить его создание, робота Джокасту. После обратного промывания мозгов Пим вновь присоединяется к Мстителям как Жёлтый шершень, вместе они побеждают Альтрона. Пим вынужден покинуть команду, когда состав команды пересматривается правительственным агентом Генри Питером Гайричом.
Вернувшись в очередной раз в команду Пим участвует в нескольких миссиях, а после демонстрации враждебного поведения по отношению к Джанет он атакует противника несмотря на то, что тот перестал бороться. Капитан Америка приостанавливает участие Жёлтого шершня в Мстителях до вердикта военного трибунала. У Пима случается нервный срыв и он придумывает план, чтобы спасти свой авторитет путём создания робота, названного Спасение-1, и программирования его на то, чтобы начать атаку на Мстителей. Планируя самому победить робота в критический момент Пим надеялся вернуть себе хорошую репутацию. Оса узнаёт об этом плане и просит Пима остановиться, но в этот момент он поражает её. Хотя робот атакует Мстителей, как и планировалось, Пим оказывается не в состоянии остановить его и Оса использует конструктивные недостатки чтобы победить его. Пим впоследствии исключается из Мстителей, и Джанет разводится с ним.
После своего позора Пим попадает под влияние старого врага Яйцеголового, считавшегося умершим, который организовал кражу металла адамантия в Национальном хранилище. На месте преступления Пим сталкивается с Мстителями, которых он тайно вызвал, обвиняют в краже Яйцеголового, но Яйцеголовый стирает все следы своего участия. Обвинение якобы мёртвого злодея берётся как ещё одно доказательство безумия Пима и он попадает в заключение. Во время заключения Пима, Джанет короткое время встречается с Тони Старком. Тем не менее, не довольный своей победой над врагом Яйцеголовый собирает суперзлодейскую команду Мастеров зла и похищает Пима во время судебного разбирательства, создавая впечатление, что это сам Пим совершил побег. Яйцеголовый намерен использовать Пима в другой своей схемы, но оказался обманутым, когда Пим использует его собственный аппарат для поражения всех Мастеров зла. В отчаянии Яйцеголовый пытается убить Пима, но его останавливает Соколиный глаз, чей брат был убит Яйцеголовым несколько лет назад. Когда настоящий преступник становится известен, с Пима снимают все обвинения. Попрощавшись с Джанет и товарищами по команде Пим решает посвятить оставшуюся жизнь научным исследованиям.

Доктор Пим и Мстители Западного побережья на обложке West Coast Avengers № 21

Пим появляется в составе Мстителей Западного побережья, сначала в роли консультанта, а затем в качестве полноправного члена, не используя костюмированной личности. У него начинаются отношения с товарищем по команде Тигрой, а после словесной насмешки со стороны старого врага Вихря он помышляет о самоубийстве, но был остановлен героиней Огненной птицей. Пим и Джанет в конечном итоге возобновили романтические отношения.
В конечном итоге Пим возвращается к команде Мстителей на Восточном побережье. Пим и Оса вместе с многими другими Мстителями, как тогда казалось, принесли себя в жертву, чтобы остановить злодея Натиска, но на самом деле находились в карманной вселенной в течение года, прежде чем вернуться в основную вселенную Marvel.
Пим возвращается и помогает команде как Великан и вносит значительный вклад, победив криминального гения Имуса Чемпиона и своё создание Альтрона, одновременно преодолевая свои старые проблемы по поводу своей вины за преступления Альтрона, созданного при использовании образцов его мозга, полагая, что Альтрон отражает его тёмную сторону.
Когда Рик Джонс становится ключевым игроком в судьбоносной войны между Кангом Завоевателем и Иммортусом, две разные версии Пима втягиваются в войну: Великан из настоящего Рика и Жёлтый шершень непосредственно перед браком с Джанет. Несмотря на то, что Жёлтый шершень предаёт своих союзников Хранителям времени в попытке обеспечить временную линию, где он останется самим собой, а не вернётся к Пиму, в конечном итоге он выпускает команду, когда он в полной мере узнаёт планы хранителей времени. Впоследствии выяснилось, что два Пима были выбраны потому, что предательство Жёлтого шершня было важно для того, чтобы поставить команду в положение, в котором она могла бы непосредственно атаковать Хранителей времени, в то время как Великан поддерживал команду в целом и служил в качестве раздражителя для Жёлтого шершня чтобы спровоцировать его на собственные действия.
Во время встречи с колдуном Куланом Гатом, личность Пима временно вернулась к начальной фазе Жёлтого шершня, которую он долго подавлял из-за страха снова причинить боль Джанет, а в качестве побочного эффекта появляется другой Генри Пим, случайно созданный из внепространственной био-массы Пима, используемой им для роста. Каждый Пим отражает аспект его личности: Великан является вдумчивым учёным, а Жёлтый шершень — импульсивным. Во время событий династии Канга два Пима начинают отдаляться друг от друга, но восстанавливаются, когда Оса помогает двум половинам понять, что они нужны друг другу. Пиму в конечном итоге удалось решить свои проблемы прошлого, и он снова принимает личность Жёлтого шершня, заключив, что в этой личности он столкнулся со своими худшими проблемами, и как Жёлтый шершень он попытается увидеть пути их преодоления.
После распада Мстителей Пим берёт отпуск, он и Джанет отправляются в Англию, чтобы возродить свои отношения, но это им не удаётся, и, как выясняется во время Секретного вторжения, его похищают и заменяют на своего агента Скруллы, инопланетная раса метаморфов. Скрулл, подменяющий Пима, вместе с Осы и другими героями перемещаются к месту под названием «Мир битв» для борьбы друг с другом. Виновником этого было показано космическое существо Незнакомец, выдающее себя за Потустороннего. Пим обманывает его, создавая иллюзию того, что он выиграл войну, победив других героев, но на самом деле Пим просто уменьшил их.

Крити Нолл — Скрулл, подменявший Хэнка Пима. Обложка комикса Avengers: The Initiative #14 (август 2008 года). Художник Марк Брукс.

Пим как Жёлтый шершень являлся одним из центральных действующих лиц в Гражданской войне, присоединившись к тем героям, которые поддержали Закон о регистрации суперлюдей. Вместе с Мистером Фантастиком из Фантастической четвёрки и Тони Старком (Железным человеком) он создаёт кибернетического клона Тора, отсутствующего в то время, чтобы бороться против противников Закона, в итоге клон убивает в сражении Билла Фостера, выступающего под прежней личностью Пима как Голиаф. Пим также оказывается похищен участником Молодых Мстителей Халклингом, который использует свои способности превращения чтобы исполнить роль Пима и освобождает нескольких пленных противников регистрации. В конце гражданской войны освобождённый Пим, всё ещё подменяемый Скруллом, называется «Человеком года» по версии журнала Time.

Хэнк Пим в образе Осы на обложке The Mighty Avengers № 21

Скрулл в конечном счёте был показан, назван по имени «Крити Нолл» и стал одним из главных администраторов в Камп Хаммонде, американской военной базе в Стэмфорде, штате Коннектикут, для обучения зарегистрированных супергероев в рамках государственной программы Мстители: Инициатива. Пим-Скрулл официально заканчивает попытку согласования с Джанет и оказывается замешанным в романтических отношениях с Тигрой. Во время боевой фазы вторжения Скрулов его побеждает герой Крестоносец. После заключительного сражения между героями Земли и Скруллами реальный Пим найден с другими подменёнными героями на корабле Скруллов. После того, как Оса предположительно погибает в заключительном сражении,, Пим берёт новую личность супергероя, назвавшись Осой в память о его бывшей жене. Пим воссоединяется с Мстителями и в конечном счёте возглавляет команду.
Космическая сущность по имени Вечность говорит Пиму, что он — «Верховный учёный Земли», научная копия нынешнего Верховного мага Земли, поскольку он в состоянии создать научные эффекты, подобные волшебству. Локи позднее заявил, что изобразил из себя Вечность, чтобы обмануть Пима.
После Тёмного правления, Осады и победы над Норманом Осборном Пим создаёт Академию Мстителей чтобы помочь обучить молодых людей, недавно получивших сверхспособности, которыми управлял Осборн. Говоря новичкам, что они обучаются чтобы стать героями, хотя их профили указывали то, что они, наиболее вероятно, станут злодеями, Пим надеялся предотвратить это. Пим возвращается к своей личности Великана, а позже присоединяется с Секретными Мстителями.
Когда Альтрон из будущего завоевывает мир настоящего, и наступает Эра Альтрона, Росомаха рассуждает, что возвращение в прошлое и предупреждение Пима о последствиях создания Альтрона может просто вдохновить его сделать именно это. Он пытается отменить это будущее, возвращаясь в прошлое вместе с Невидимой леди, и убивает Пима прежде, чем тот смог создать Альтрона. Это создаёт ещё более худшую реальность, где Моргана ле Фэй завоевала мир. Железный человек после просмотра видеозаписи инцидента отчитывает Росомаху за то, что он убил Хэнка Пима вместо того, чтобы заставить Пима использовать вирус для остановки Альтрона. После нападения Морганы ле Фэй Росомаха снова возвращается в то время, чтобы отменить изменение временной линии. Росомаха перемещается, чтобы остановить другого Росомаху, собирающегося убить Пима и убеждает своего двойника, что это убийство сделает реальность ещё хуже. Пим утверждает, что не построит Альтрона, но Росомаха говорит, что нужно позволить истории продолжаться. Пим говорит, что может построить лучший искусственный интеллект, но с возможностью отключения, если это будет необходимо. За годы до нападения Альтрона, Пим работает в своей лаборатории, когда Невидимая леди даёт ему пакет. Он смотрит видеофильм с адресованным ему обращением молодого Пима, который предоставляет пакет уравнений, чтобы остановить Альтрона. Когда Альтрон восстанавливается, Пим связывается с Железным человеком, чтобы загрузить вирус в Альтрона, в результате вирус, как и планировалось, уничтожает робота.

Хэнк Пим, объединённый с Альтроном

После Эры Альтрона Пим и руководитель подразделения искусственных интеллектов организации Щ.И.Т. Моника Чанг собирают новую команду, названную Мстителями И. И., чтобы бороться с угрозой искусственного интеллекта Димитриоса, который был порождён вирусом, ранее предотвратившим Эру Альтрона. В состав команды вошли сам Хэнк Пим, Виктор Манча, Вижен и Думбот. К команде позже присоединяется Алексис, которая в конечном счёте оказалась одним из шести разумных искусственных интеллектов, которые будут порождены от вируса Альтрона наряду с Димитриосом.
Месяцы спустя, ко времени начала сюжетной линии Time Runs Out (рус. Время на исходе), Пим, снова использующий личность Жёлтого шершня, был показан как член Иллюминатов, отправленный на поиски причин распада Мультивселенной.
В Rage of Ultron Альтрон возвращается и захватывает Титан, Пим является одним из Мстителей, которые сражаются против него. Авария приводит к тому, что Пим и Альтрон случайно сливаются, образуя гибридную сущность человека и машины, в результате это создание принимает новое состояние из-за самоненависти Пима к его человеческим слабостям, таким как его эмоциональные всплески. Объединённый Альтрон был побеждён, когда Звёздный лис заставляет его любить себя, и он улетает в космос, получив наконец способность понимать тот ужас, каким он стал. В честь Пима состоялось отпевание, в течение которого Джанет отражает, что способность Пима преодолеть отвращение к себе и страх быть героем доказывает, что он был достоин членства в Мстителях.
Пим / Альтрон появляется снова после того, как помог экипажу атакованного космического корабля. Альтрон теперь является броней Пима, а не слился с ним. Вернувшись на Землю, он присоединяется к Мстителям, но его товарищи по команде и другие обнаруживают, что Альтрон получил контроль и выдает себя за Пима. Мстители в конечном итоге побеждают его, бросая на солнце, но и Хэнк, и Альтрон выживают и продолжают внутреннюю битву друг с другом.
Позже Хэнк считается отцом дочери Нади от своей бывшей жены Марии Тровой, и Надя становится последней Осой. Джанет также сообщила Наде, что Хэнк страдает биполярным расстройством. В «ИИ Мстителей» обсуждалось, что Хэнк знал о своем заболевании и сам следил за ним, чтобы предсказать, когда и как часто могут происходить его перепады настроения.
Во время сюжетной линии «Тайной Империи» Альтрон Пим основал базу в неопознанном лесу на Аляске. Будучи предупрежденным о приближении оперативной группы Сэма Уилсона роботизированной версией Эдвина Джарвиса, Альтрон Пим решает тепло приветствовать свою «семью». Когда команда Тони Старка ИИ и Верховного Гидры Стив Роджерс вместе с Мстителями Гидры противостоят друг другу, их захватывает Альтрон Пим, который заставляет обе команды сесть за обеденный стол. Альтрон Пим утверждает, что он делает это, потому что Мстители с годами стали меньше семьей, поскольку многие из них прыгают, чтобы подчиняться Капитану Америке или Железному Человеку, несмотря на прошлый опыт, подтверждающий, что это должно быть плохой идеей. ИИ Тони Старка возражает, что единственная причина, по которой команда потерпела неудачу как семья, была из-за нападения Хэнка Пима на Осу. Возмущенный Альтрон Пим чуть не атакует других героев, но Скотт Лэнг может уговорить его, утверждая, что Хэнк Пим остается его собственным вдохновителем. Альтрон Пим позволяет команде Тони Старка ИИ уйти с фрагментом космического куба, утверждая, что он покинет Гидру.
Обнаружив, что Камни Бесконечности были преобразованы обратно во Вселенную, Альтрон Пим решил собрать их все. Он посылает инопланетян, которых он заразил своим вирусом, чтобы забрать Камень Космоса у Росомахи, а сам отправился за Камнем Души. Пришельцы в конечном итоге не справились со своей задачей, но Альтрон Пим смог украсть Камень души у Магуса после безжалостного убийства. Однако, без ведома Альтрона Пима, как только он забрал Камень Души, фрагмент души Хэнка Пима вошел в Мир Душ, где его встретил фрагмент души Гаморы, который открыл ему, что он будет в ловушке навсегда. Вскоре после этого фрагмент души Хэнка сталкивается и сражается с монстром Мира душ, известным как Девондра, который поймал Хэнка в шёлк, который он генерирует. Этот шелк создает обманчивый сон, который заставил Хэнка поверить, что он сбежал из Мира душ и воссоединился с Мстителями. Затем Девондра пожирает фрагмент души Хэнка под наблюдением фрагмента души Гаморы.
Поскольку Альтрон Пим использует Сайфа в качестве своей оперативной базы и планирует выпустить на волю Вирус Альтрона в космическом масштабе, Серебряный Сёрфер отправляется на поиски Галактуса. Несмотря на то, что Галактус больше не Пожиратель миров, Серебряный Сёрфер сообщает ему о том, что происходит, и просит его помочь остановить заговор Альтрона Пима. Однако Альтрон Пим уже запустил ракеты, наполненные вирусом Альтрона, чтобы заразить всю галактику, сохранив при этом Землю в качестве своей последней цели. Галактус изначально отказывается потреблять Сайфа из-за последствий его уничтожения, пока не соглашается с Серебряным Серфером. Это приводит к уничтожению Саифа и ракет, перевозящих вирус Альтрона. Альтрон Пим был ранен во время побега, и Адам Уорлок забирает Камень души.
Во время арки «Повестка дня Альтрона» Альтрон / Хэнк Пим вернулся на Землю с планами объединить роботов с людьми, например, как Хэнк Пим слился с Альтроном, чтобы он мог создать окончательную форму жизни. Кроме того, он стал называть эту форму «Альтрон Пим». После тестирования его на некоторых людях и нескольких экспериментов над Чудо-Человеком и Виженом Альтрон Пим планировал создать слияние Джокасты и Осы. Железный Человек и Человек-Машина вмешались в битву, в результате чего Железный Человек был молекулярно связан с броней Альтронбастера. Совместные усилия Старка Лимитеда позволили им создать атомный разделитель, который отделил Тони Старка от брони Альтронбастера и Чудо-человека от Вижена. Альтрон Пим приготовился отомстить Железному Человеку. Это привело к тому, что Железный Человек раскрыл то, что он обнаружил о слиянии человека и робота. Человек, который слился с ним, умер, и робот может только имитировать его личность. Другими словами, Хэнк Пим был давно мертв, когда случайно слился с Альтроном. Узнав об этом и не желая рисковать доказать точку зрения Железного Человека, использовав на нем атомный сепаратор, Альтрон сдался Железному Человеку, зная, что Хэнк мертв.

## Силы и способности
Хэнк Пим — обладатель гениального интеллекта, получил степень доктора биохимии, работал в сфере квантовой физики, робототехники, искусственного интеллекта и энтомологии; обнаружил существование так называемых частиц Пима, которые позволяют ему уменьшать и увеличивать размеры своего тела, а также других существ и объектов.
После экспериментов, которые Пим проводил над самим собой, во время которых он менял размер своего тела с помощью постоянного проглатывания капсулы с открытыми им частицами, он добился того, что смог уменьшаться или увеличиваться по желанию, а также самостоятельно генерировать эти частицы для того, чтобы изменять размеры других живых существ или неодушевлённых предметов. Пим способен сохранять свою силу, будучи размером с муравья, и увеличивать её при увеличении своего тела. Костюм Пима состоит из нестабильных молекул, которые автоматически адаптируются к изменениям его размера.
Также, будучи Человеком-муравьём, он использует кибернетический шлем, который позволяет ему контролировать муравьёв и других насекомых. В качестве Жёлтого шершня и Осы он носил крылья, позволяющие летать в уменьшенной форме, и встроенные в перчатки био-жала, стреляющие электрическими зарядами. Кроме этого, он часто пользуется различным оборудованием, уменьшенным до размеров микросхем и хранящемся в карманах его костюма.

## Альтернативные версии

### Ultimate Marvel

Хэнк Пим в образе Великана во вселенной Ultimate

Во вселенной Ultimate Marvel показана версия Хэнка Пима, который изображается как блестящий, но психически нестабильный учёный, принимающий флуоксетин в целях подавления депрессии. Пим получает свои способности после переливания крови жены Джанет (в Ultimate-вселенной являющейся мутантом). Он способен повторить этот эффект для того, чтобы Щ.И.Т. производил множество гигантских агентов. Его оскорбительное поведение расторгает брак с Осой, и персонаж исключается из команды Ultimates, кратко присоединившись к псевдогероям Защитникам как Человек-муравей. Пим в конце концов воссоединяется с Ultimates используя личность Жёлтого шершня. Во время событий сюжетной линии Ultimatum Пим жертвует собой, чтобы спасти жизни оставшихся членов Ultimates. Формула Великана в конечном итоге была приобретена преступной организацией Г. И. Д. Р. А., на которую стали работать гигантские мужчины и женщины.

### Marvel Adventures
Генри Пим появляется в выпуске № 13 Marvel Adventures: The Avengers как ученый, работающий на отца Джанет, и не использующий личность суперегероя, а также был тем, кто дал Джанет её сверхспособности. Он посещает Человека-паука и Грозу, когда Джанет, носящая в этой вселенной имя Девушка-великан, подпадает под контроль насекомых. Пим говорит им, как освободить её (отсечь антенны на её маске), даёт ей новый костюм, и использует шлем для телепатии с насекомыми (идентичный его шлему Человека-муравья на Земле 616), чтобы создать иллюзию нескольких людей гигантских размеров, пугая насекомых. Он возвращается в выпуске № 20, став Человеком-муравьём. Он не только присоединяется к команде, но ещё начинает отношения с Джанет.

### Marvel 1602
В мире Marvel 1602 естествоиспытатель Анри ле Пим вынужден изготовить для Барона фон Октавиуса сыворотку от смертельной болезни. Пим женат на Джанетт.

### Marvel Zombies
Пим был показан в нескольких сериях Marvel Zombies. Он появляется в качестве зомби-каннибала в Marvel Zombies № 1-5 (февраль-июнь 2006), Marvel Zombies 2 № 1-5 (декабрь 2007 — апрель 2008) и Marvel Zombies Return № 4 (октябрь 2009).

### MC2
В серии A-Next импринта MC2, показывающей альтернативное будущее, действуют дети Пима и Осы — Хоуп и Генри Пим-младший, которые становятся суперзлодеями Красной королевой и Большим человеком соответственно.

### Последняя история Мстителей
В альтернативном будущем The Last Avengers Story № 1-2 (ноябрь 1995) Альтрон одерживает победу над Мстителями. После поражения команды остаётся Хэнк Пим, который собирает новую группу. Завербовав героев и наёмников, Пим одерживает победу ценой больших потерь с обеих сторон.

### «Старик Логан»
В постапокалиптической истории «Old Man Logan» Пим (как Великан) является одним из многих героев, убитых армией злодеев Красного черепа. Спустя десятилетие с его кончины в Коннектикуте появляется посёлок Пим-Фоллс, строящийся вокруг его гигантского скелета. Кроме того было показано, что шлем Человека-муравья находится во владении у мальчика по имени Дуайт, который использует его для того, чтобы командовать армией муравьёв в целях обеспечения соблюдения выплаты сборов для перехода через мост.

## Появления вне комиксов

### Фильмы

Майкл Дуглас в роли Хэнка Пима в фильме «Человек-муравей»

- Роль Хэнка Пима в фильме Пейтона Рида «Человек-муравей», являющегося частью кинематографической вселенной Marvel, исполнил Майкл Дуглас[80], а Дакс Гриффин сыграл молодого Пима во флэшбеке. По сюжету фильма Хэнк Пим был когда-то агентом Щ.И.Т., работал с Пегги Картер и Говардом Старком и разработал костюм Человека-муравья во время работы в организации. В 1987 году его партнёр и жена Джанет ван Дайн (Оса), казалось бы, пожертвовала собой, чтобы остановить ядерную боеголовку. В 1989 году Пим отказался позволить Щ. И. Т. наладить массовое производства своих костюмов, в результате чего у него возникло трение с коллегами и он подал в отставку.

В настоящее время бывший протеже Хэнка Даррен Кросс стремится найти способ воссоздать формулу частиц Пима, полагая, что её можно продать военным, а также различным организациям, таким как ГИДРА. Зная, что широкое использование частиц Пима породит хаос, Хэнк и его дочь Хоуп вербуют бывшего вора Скотта Лэнга, чтобы тот украл технологии у Кросса. В конце фильма Хэнк узнает, что Скотту удалось выжить в квантовой сфере (место, где, казалось бы, умерла Джанет), и понимает, что его жена может быть ещё жива. В сцене после титров он показывает дочери новый костюм Осы, над которым он с женой работали до её предполагаемой смерти, полагая, что Джанет хотела, чтобы Хоуп продолжила её дело.
- Майкл Дуглас вернулся к роли Хэнка Пима в фильме «Человек-муравей и Оса», Дакс Гриффин вновь сыграл молодого Хэнка в образе Человека-муравья во флэшбеке. По сюжету Хэнк пытается вернуть из квантового измерения свою жену Джанет. Но ему мешает Эйва Старр, дочь его погибшего бывшего партнёра, удочерённая другим бывшим партнёром Биллом Фостером. В результате, пока Хоуп и Лэнг разбираются с врагами, Хэнк сам отправляется в квантовое измерение и возвращается вместе с Джанет. В сцене после титров он вместе с женой и дочерью пропадает после щелчка Таноса.

- Хэнк Пим два раза появляется в фильме «Мстители: Финал». В первый раз показан молодой Хэнк в 1970 году на военной базе в Нью-Джерси. Капитан Америка выманивает его из лаборатории и крадёт частицы Пима, чтобы вместе с Тони Старком вернуться в своё время. В конце фильма возвращённый после щелчка Брюса Бэннера Пим вместе с женой и дочерью присутствует на похоронах Тони Старка.

- В фильме «Человек-муравей и Оса: Квантомания» Хэнк вместе с женой и дочерью, а также Скоттом и Кэсси Лэнгами оказывается втянут в квантовое измерение. Там они противостоят Кангу Завоевателю и выжившему Даррену Кроссу, ставшему киборгом и взявшему имя МОДОК. В битве с Кангом Хэнк призывает муравьёв, втянутых вместе с ним и из-за временных аномалий за несколько секунд эволюционировавших в высокоразвитых технически одарённых существ. В финале Пим и все его родственники возвращаются домой.

### Полнометражные мультфильмы
- Хэнк Пим, озвученный Ноланом Нортом, появлялся в образе Великана в полнометражном мультфильме «Ultimate Мстители» и его продолжении «Ultimate Мстители 2»
- Хэнк Пим так же упоминается в мультфильме «Новые Мстители: Герои завтрашнего дня», в котором действует его сын вместе с детьми других супергероев.

### Мультсериалы

Хэнк Пим в образе Человека-муравья в мультсериале «Мстители. Величайшие герои Земли»

- Хэнк Пим появлялся как член Мстителей в нескольких сериях мультсериалов «Супергерои Marvel» 1966 года.
- Хэнк Пим имеет камео в образе Голиафа в серии «Все за одного. Часть 1» мультсериала «Люди Икс».
- Хэнк Пим появляется в мультсериале «Мстители. Всегда вместе» 1999 года, где его озвучил Род Уилсон. Здесь он выступает как Человек-муравей и является лидером команды. Мультсериал сильно отличается от оригинальных комиксов, но в нём присутствуют некоторые отсылки на них, такие как взаимоотношения с Осой, вражда с Яйцеголовым и создание Пимом Альтрона.
- Хэнк Пим в образе Человека-муравья появлялся в серии «Самые маленькие герои Мира» мультсериала «Фантастическая четвёрка: Величайшие герои мира», где возвращает в нормальный размер случайно уменьшенных членов Фантастической четвёрки. Здесь его озвучил Джон Пейн.
- Как и многие персонажи Marvel Comics, Хэнк Пим появлялся в мультсериале «The Super Hero Squad», где его озвучил Грег Грунберг.
- Хэнк Пим является одним из главных действующих лиц мультсериала «Мстители. Величайшие герои Земли». Озвучивает его Уолли Вингерт. Здесь он появляется как в образе Человека-муравья, так и Великана. Хэнк Пим здесь является пацифистом, вступил в Мстители только потому, что туда же вступила его подруга Оса. В попытках добиться идеального мира он создаёт робота Альтрона, который вместо этого пытается уничтожить всё человечество. После победы над Альтроном Пим, чувствуя свою вину, уходит из команды, однако возвращается во время нашествия Локи. К началу второго сезона Пим всё же покидает команду, затем он передаёт личность Человека-муравья Скотту Лэнгу, укравшего у него костюм супергероя, а позже появляется в образе Жёлтого шершня и вновь вступает в команду.
- В аниме «Мстители: Войны ИКЦС» появляется в ипостаси гениального учёного Хэнка Пима. Уже потом главные герои выясняют, что он состоял в Мстителях, но ушёл после перенагрузки своих клеток, когда вырос так, как ещё никогда не вырастал. Спустя несколько лет Железный человек просит его помочь в создании устройства для открытия межпространственных порталов. Для ускорения разработки доктор создаёт робота Альтрона, с которым Мстителям потом приходится бороться. Из-за страшной боли от превращения в Великана он соглашается на заключение в ИКЦС, так как в них есть исцеляющая система.

### Видеоигры
- Хэнк Пим в образе Великана появляется в качестве вспомогательного персонажа в аркадной игре Avengers in Galactic Storm.
- Хэнк Пим, не использующий личность супергероя, появляется как неиграбельный персонаж в Marvel: Ultimate Alliance, где его озвучил Джерри Хаузер.
- Хэнк Пим, озвученный Уолли Вингертом, появляется в образе Жёлтого шершня в игре Marvel: Ultimate Alliance 2, где является боссом для стороны противников регистрации.
- Хэнк Пим в образе Человека-муравья появляется в качестве камео в игре Ultimate Marvel vs. Capcom 3, где является частью суперудара Соколиного глаза. Соколиный глаз пускает в противника стрелу, на которой сидит Хэнк, который прыгает с неё, атакует противника, а затем увеличивается до гигантских размеров и придавливает ногой.
- Появляется в образе Человека-муравья и Великана в игре Marvel Super Hero Squad Online.
- В игре Marvel: Avengers Alliance он идет в роли играбельного персонажа, но присоединяется лишь к игроку прошедшему Spec Ops 7.
- Хэнк Пим, снова озвученный Уолли Вингертом, появляется, как NPС, а также как один из костюмов Человека-Муравья, в MMORPG Marvel Heroes.
- В игре Lego Marvel Super Heroes появляется как играбельный персонаж.
- В игре Lego Marvel Super Heroes 2 появляется как человек-муравей и как жёлтый шершень

## Критика и отзывы
В мае 2011 года Хэнк Пим занял 67 место в списке «100 величайших героев комиксов» по версии IGN.